# Anisodes dognini
Anisodes dognini là một loài bướm đêm trong họ Geometridae.